# Immunochromatografia
Immunochromatografia, inaczej ichroma, jest jedną z najnowocześniejszych technik immunodiagnostycznych, której głównymi zaletami są prostota i szybkość wykonania badania. Coraz więcej zastosowań znajduje ta technika, zarówno w dziedzinie badań, ze względu na brak konieczności stosowania dodatkowych odczynników czy oprzyrządowania, jak i w dziedzinie klinicznej. Najbardziej znanymi przykładami są apteczne testy ciążowe, testy PSA, testy na troponinę I, a ostatnio testy na HIV i COVID-19.
Może być wykonywana za pomocą prostego urządzenia opracowanego w celu wykrycia obecności (lub braku) związku docelowego w próbce (matrycy). Ten rodzaj testu jest powszechnie stosowany w diagnostyce medycznej, zarówno w badaniach domowych, jak i laboratoryjnych. Jest on prezentowany w formacie paskowym, w którym badana próbka przepływa wzdłuż stałego podłoża w wyniku działania kapilarnego.

## Zasada działania

Interpretacja techniki immunochromatografii:
pozytywny, jeśli oba pasma zmienią kolor,
negatywny, jeżeli pasmo najbliższe miejscu umieszczenia próbki nie zmienia koloru,
błędny, jeżeli żadne z pasm nie zmienia koloru lub zmienia go tylko pasmo najbliższe (symptom, że próbka nie osiągnęła dwóch pasm).

Immunochromatografia oparta jest na migracji próbki przez membranę nitrocelulozową. Próbka jest dodawana do obszaru koniugatu, który składa się ze specyficznego przeciwciała przeciwko jednemu z epitopów antygenu, który ma być wykryty, oraz odczynnika wykrywającego. Jeśli próbka zawiera docelowy antygen, to wiąże się on z koniugatem tworząc kompleks immunologiczny i migruje przez membranę nitrocelulozową. Jeśli nie, koniugat i próbka będą migrować niezwiązane.
Strefa wychwytu jest utworzona przez drugie przeciwciało specyficzne wobec innego epitopu antygenu. Kiedy próbka osiągnie tę strefę, kompleksy utworzone przez wiązanie antygenu i koniugatu zostaną zatrzymane, a linia zostanie zabarwiona w tym przypadku na różowo lub niebiesko (próbki pozytywne). W odwrotnym przypadku próbki są negatywne.
Strefa kontrolna jest utworzona przez trzecie przeciwciało, które rozpoznaje odczynnik wykrywający. Kiedy reszta próbki dotrze do tej strefy, przeciwciało zwiąże się z wolnym koniugatem, który nie został zatrzymany w strefie wychwytywania. Ta linia jest kontrolą, że test działa dobrze, ponieważ jest zawsze zabarwiona, z pozytywnymi i negatywnymi próbkami.